# Leptotrichus pilosus
Leptotrichus pilosus là một loài chân đều trong họ Porcellionidae. Loài này được Dollfus miêu tả khoa học năm 1905.